# Vertrag von Ilbesheim
Der Vertrag von Ilbesheim ist ein Friedensschluss vom 7. November 1704 zwischen Österreich und Bayern.
Er wurde im Hauptquartier der kaiserlichen Truppen zu Ilbesheim bei Landau in der Pfalz als  Kapitulationsvertrag durch den Vertreter der Kurfürstin Therese Kunigunde, den Hofkammerdirektor und Geheimsekretär Johann Sebald Neusönner, und die Vertreter des Römischen Kaisers Leopold I. unterzeichnet. Durch ihn wurden die Kriegshandlungen im Rahmen des Spanischen Erbfolgekrieges in Süddeutschland beendet.
Beendet wurde damit auch die Selbständigkeit Bayerns, das von den Siegern in Verwaltung genommen wurde und von ihnen für die Fortsetzung des Krieges gegen Frankreich ausgebeutet wurde.
Im Einzelnen legte der Vertrag von Ilbesheim der Kurfürstin Therese Kunigunde und dem Kurfürstentum Bayern die folgenden Verpflichtungen auf:
Alle Festungen, die noch von bayerischen Truppen besetzt waren, mussten mit ihren Arsenalen, Artillerie, Munition, Gewehren und sonstigem Kriegsmaterial den Alliierten übergeben werden; die bayerischen Truppen, Offiziere, Mannschaften und sonstigen Militärpersonen mussten entlassen werden und schwören, fürderhin „wider Ihre kaiserliche Majestät, das Römische Reich und Dero hohe Allirte nicht zu dienen“; alle Kriegsbeute aus Tirol und die Festung Kufstein waren zurückzugeben; beide Seiten verpflichteten sich, ihre Kriegsgefangenen freizulassen; die französischen Offiziere, die sich noch in Bayern aufhielten, erhielten freie Ausreise; die Kurfürstin behielt die Territorialobrigkeit über das Rentamt und die Residenzstadt München mit sämtlichen Erträgnissen und Einkünften; diese Hoheit wurde dergestalt eingeschränkt, dass die Festung Ingolstadt mit Arsenal usw. den Alliierten einzuräumen, die seit 1700 gebauten Verteidigungswerke der Stadt München zu schleifen und sämtliche Arsenalbestände, Artillerie, Munition und sonstiges Kriegsmaterial, die sich in den Zeughäusern der Stadt und des Rentamtes München befanden, auszuliefern waren; außer einer Garde der Kurfürstin von 400 Mann durfte keine Wehrmannschaft bestehen; der Kurfürstin wurde freigestellt, mit ihren Kindern und ihrem Hofstaat Bayern zu verlassen; die bayerischen Landstände erhielten ihre bisherigen Rechte in vollem Umfang bestätigt.
Mit dieser letzten Bestimmung wollte sich Kaiser Leopold I. die Mitarbeit der Stände sichern, die bekanntlich reichstreu gesinnt waren und stets die reichsfeindliche Politik ihres Landesherrn Kurfürst Maximilian Emanuel abgelehnt hatten.
In einem besonderen Nachsatz vom 21. Dezember 1704 verpflichtete sich die Kurfürstin für den ihr gebliebenen Landesteil ausdrücklich, sie werde „von Unseren Landesangehörigen und Unterthanen gegen Sr. kaiserl. Majestät und das heilige römische Reich nichts Nachtheiliges oder Schädliches, hegen und noch weniger vornehmen lassen“.
Im Vertrag von Ilbesheim musste die Kurfürstin Therese Kunigunde, die von Max Emanuel als Regentin eingesetzt worden war, die Besetzung des Landes durch Kaiserliche anerkennen. Immerhin wurde ihr die Oberhoheit über München sowie das Recht der freien Ein- und Ausreise zugestanden.
Der Habsburger Joseph I., der im Mai 1705 seinem Vater Leopold I. auf dem Kaiserthron nachgefolgt war, sah sich allerdings an den Vertrag nicht mehr gebunden als die Kurfürstin um die Rückkehr nach einem Besuch bei ihrer Mutter in Venedig bat. Zugleich ließ Joseph das Münchner Rentamt besetzen und ging daran, die Ressourcen Bayerns für seine Kriegführung auszubeuten. Die Steuern wurden massiv erhöht, Verweigerer in den Kerker geworfen und 12.000 Rekruten mit Gewalt in die kaiserlich-österreichischen Regimenter gepresst. Diese Besetzung des Rentamtes München durch Truppen Kaiser Joseph I. war laut Christian Probst ein Bruch des Ilbesheimer Vertrages. Die kurbayerische Residenzstadt München wurde „Kaiserliche Hauptstadt in Bayern“.